# Moythomasia
Moythomasia is een relatief soortenrijk geslacht van uitgestorven straalvinnige beenvissen die leefden in het Devoon. Van ten minste drie soorten in dit geslacht zijn zeer volledige resten bekend: M. durgaringa, M. nitida en M. lineata. Het geslacht is vernoemd naar de Britse paleontoloog James Allan Moy-Thomas. Het is een van de oudste goed bekende voorbeelden van de Actinopterygii. Van de typesoort Moythomasia perforata (Gross, 1942) zijn slechts fragmentarische resten gevonden in Duitsland.
Het geslacht werd in december 1942 door Walter Robert Gross aanvankelijk Aldingeria benoemd, een naam die door Moy-Thomas in oktober van hetzelfde jaar al vergeven was aan een geslacht van vissen uit dezelfde orde, maar dan uit het Carboon van Groenland. Toen Gross zich realiseerde dat het door hem benoemde geslacht een ander was, hernoemde hij het in Moythomasia, een naam die hij in 1950 publiceerde.

## Kenmerken
Het waren kleine vissen, in de orde van tien centimeter. Op het lichaam van deze vissen had zich een nieuw type ganoïde schub ontwikkeld, met op de bovenkant een pinnetje dat aansloot in een holte aan de onderkant van de volgende schub. Deze constructie vormde een flexibel, beschermend pantser. De schubben waren relatief zwaar. Waarschijnlijk gaf een zwemblaas extra drijfvermogen. De vinnen waren dun en enigszins buigzaam, waardoor de vis een grotere bewegingsvrijheid had. De dieren hadden relatief grote ogen.

## Vondsten
Vondsten zijn onder meer gedaan in West-Australië en Duitsland.

## Taxonomie
- Familie Moythomasiidae Kazantseva 1971
  - Geslacht Moythomasia Groß 1950 non Whitley 1951 Aldingeria Groß 1942]
    - M. devonica (Clarke 1885) [Palaeoniscus devonicus Clarke 1885; Rhadinichthys devonicus (Clarke 1885)]
    - M. durgaringa Gardiner & Bartram 1977
    - M. lineata Choo 2015
    - M. nitida Groß 1953
    - M. perforata (Groß 1942) [Aldingeria perforata Groß 1942]